# Kraftwerk Opponitz
Das Kraftwerk Opponitz-Mirenau ist ein im Besitz der Stadt Wien stehendes Wasserkraftwerk in Opponitz an der Ybbs in Niederösterreich.

## Anlass zur Errichtung

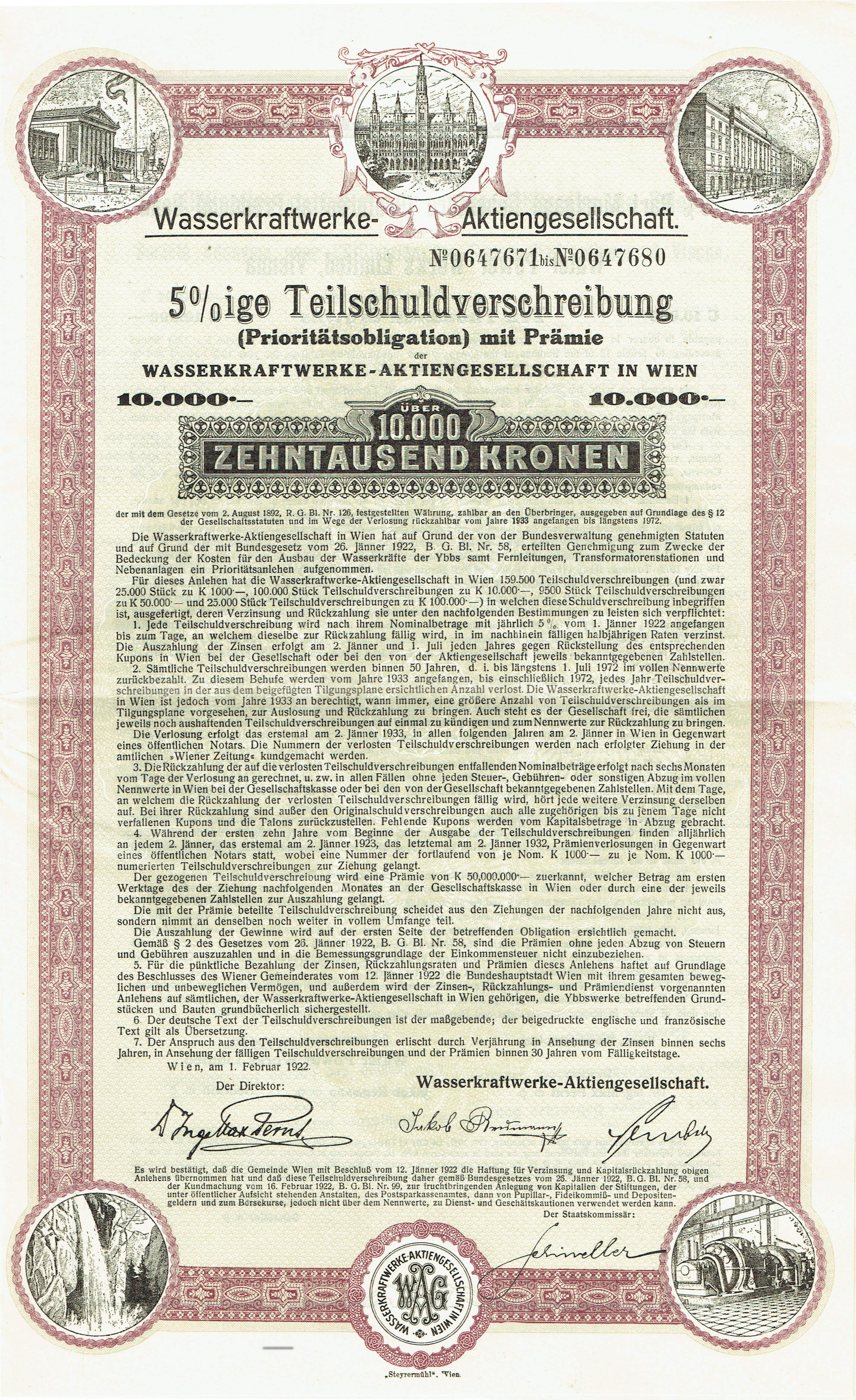
Teilschuldverschreibung der Wasserkraftwerke AG in Wien vom 1. Februar 1922

Ein großer Teil der österreichischen Budgetmittel wurde in den ersten Jahren nach dem Ersten Weltkrieg und dem darauffolgenden Zusammenbruch der Donaumonarchie für den Energieimport – vor allem für Kohle – ausgegeben. Um diese Ausgaben zu reduzieren, wurde mit dem Ausbau der österreichischen Wasserkraft begonnen.
1921 wurde in Wien die Wasserkraftwerke A.G. (W.A.G.) mit der Aufgabe gegründet, die Stadt mit hydroelektrischer Energie zu versorgen. Eigentümer dieser Gesellschaft waren zunächst mit 50 Prozent die Stadt Wien und mit weiteren 50 Prozent verschiedene Großbanken (Niederösterreichische Escompte-Gesellschaft, Creditanstalt, Allgemeine Depositenbank, Zentraleuropäische Länderbank, Allgemeine Österreichische Bodencreditanstalt, Allgemeine Verkehrsbank, Wiener Bankverein, Merkurbank).
Am 18. Dezember 1922 erfolgte eine von der Stadt Wien allein finanzierte Kapitalerhöhung um 200 Millionen Kronen, womit der Anteil der Stadt an der W.A.G. auf 75 Prozent stieg. Am 7. Dezember 1924 wurde die Stadt durch den Ankauf jener Aktien, die im Besitz der Banken waren, alleiniger Eigentümer der W.A.G.
Vorgesehen war, dass die W.A.G. zunächst jene Kraftwerke errichtet, für die die Stadt Wien bereits den Konsens besaß, nämlich das Wasserleitungskraftwerk Gaming an der II. Wiener Hochquellenwasserleitung und das Kraftwerk Opponitz. Gleichzeitig wurden auch das Umspannwerk Gresten sowie von diesem aus eine 110 Kilovolt-Freileitung nach Wien errichtet. Die Erweiterung der Anlagen war vor allem für die Versorgung der Wiener Elektrischen Stadtbahn notwendig, die 1925 ihren Betrieb aufnahm.

## Kraftwerk Opponitz
Mit der Errichtung dieses Kraftwerks wird das Gefälle der Ybbs auf dem 34 Kilometer langen s-förmig gewundenen Flussabschnitt zwischen Göstling an der Ybbs und Opponitz ausgenutzt.
Zu diesem Zweck wurde bei Göstling an der Ybbs ein Wehr mit zwei Öffnungen von je 16 Metern und einem Grundablass von vier Metern Breite mit einer anschließenden Entsandungsanlage errichtet, der nach einem kurzen offenen Kanal zunächst
- dem Sattelbergstollen,
- dem Buberstollen und
- dem Guttenfurthstollen (gemeinsam: Königsbergstollen) folgen.

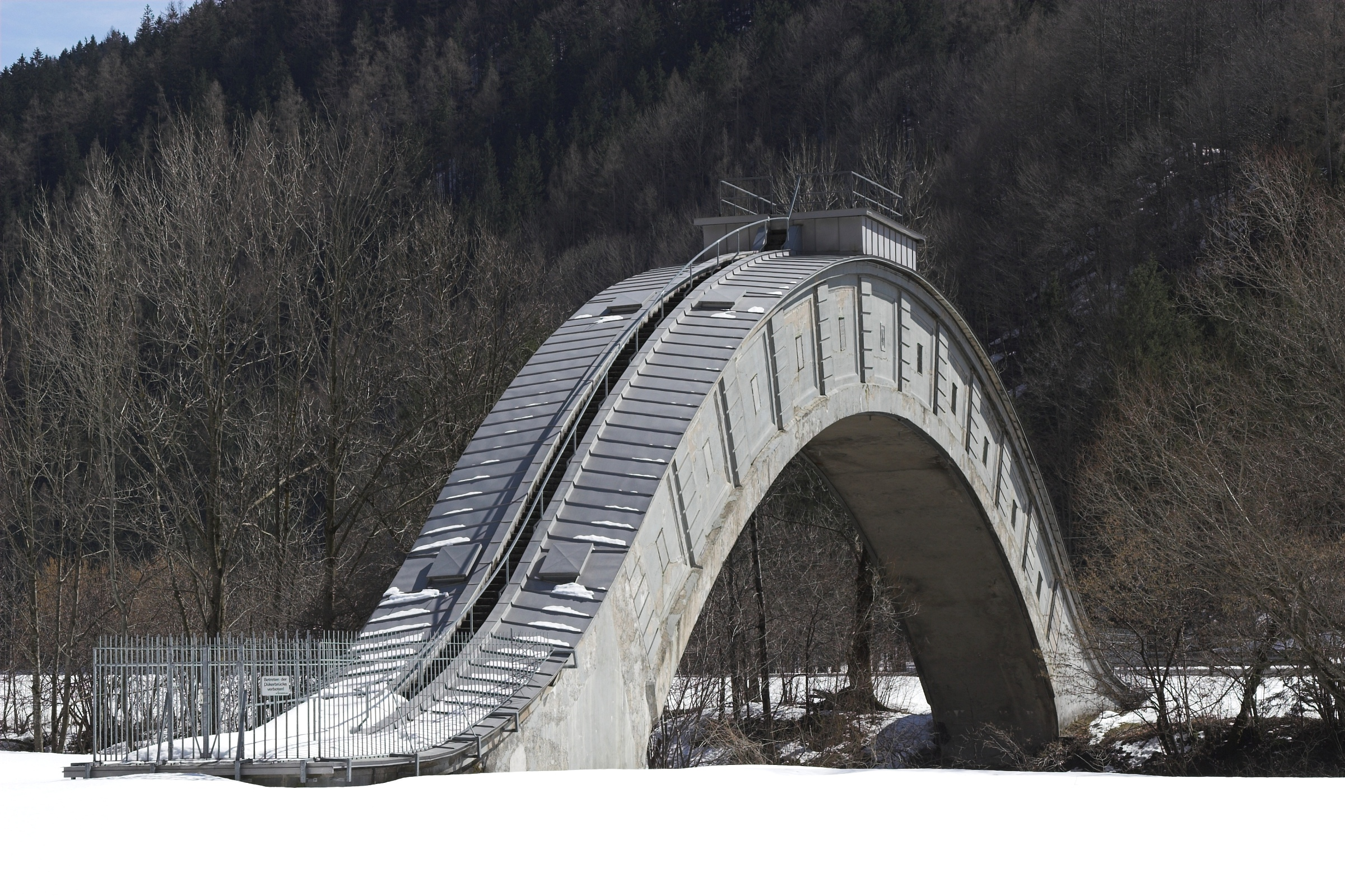
Die Rohrbrücke der Druckrohrleitung über die Ybbs bei St. Georgen am Reith

Zur Errichtung des Königsbergstollen wurden zwei Fensterstollen vorgetrieben, so dass die  Arbeiten an sechs Angriffspunkten stattfinden konnten. Bei diesen Bauarbeiten wurde auch der sogenannte Camillastollen der Ybbstaler Steinkohlewerke gekreuzt.
Bei Sankt Georgen am Reith, wo die Ybbs mittels eines Dükers und einer Rohrbrücke mit 40 Metern Spannweite überquert und die Strecke der Ybbstalbahn sowie die Straße unterquert werden, beträgt der Höhengewinn gegenüber dem Flusslauf bereits 25 Meter. Den ursprünglichen Plan, auch den Fluss selbst mittels des Dükers zu unterqueren, gaben die Planer aus Zeit- und Kostengründen nach einem Hochwasser, das die bisher gemachten Baufortschritte zunichtegemacht hatte, auf und errichteten dafür als einzigen sichtbaren Bestandteil der Talquerung die Rohrbrücke mit rund 40 Metern Spannweite – eine Eisenbetonbrücke nach dem System Melan.
Anschließend daran folgen
- der Frieslingstollen (4.024 Meter Länge),
- eine gedeckte Hangkanalstrecke (532 Meter Länge) sowie nach
- einem Aquädukt mit 24 Metern Länge zur Querung des Leithengrabens
- der Hinterleithenstollen,
- der Mitterriglstollen,
- der Kieseggstollen und
- der Koglstollen (gemeinsam: Opponitzer Stollen).

Diesen drei Stollen mit einer Gesamtlänge von 2.277 Metern, für deren Errichtung acht Angriffspunkte geschaffen wurden, folgen das Wasserschloss und die zum Krafthaus in Opponitz führenden 238 Meter langen Druckrohre mit einer lichten Weite von 2,2 bis 1,8 Meter. Auf dieser insgesamt rund 11,3 Kilometer langen Strecke wird ein nutzbares Gefälle von rund 115 Metern erzielt.
Der erste Spatenstich erfolgte am 17. Jänner 1922. Am 10. Dezember 1924 wurde der erste Maschinensatz im Leerlauf in Betrieb gesetzt, die Stromproduktion wurde am 27. Dezember begonnen. Neben den technischen Problemen, die der Bau bereitete, machte auch die zunehmende Geldentwertung Schwierigkeiten, denn der W. A. G. fiel es immer schwerer, sich die benötigten Geldmittel zu verschaffen. Möglich wurde der Weiterbau erst durch die Hilfe der Gemeinde, die den Bau bevorschusste. Das dazu notwendige Geld wurde durch eine im September 1922 und bis 1932 gültige Wasserkraftabgabe (4 Prozent des Preises einer Kilowattstunde Strom und 2,5 Prozent auf den Preis eines Kubikmeters Leuchtgas) beschafft.
Aus Anlass des Staatsfeiertages der Ersten Republik und der Inbetriebnahme des Kraftwerks in Opponitz wurde am 12. November 1924 das Wiener Rathaus erstmals festlich beleuchtet. Laut der Festschrift wurde das Wiener Rathaus anlässlich der Inbetriebnahme am 1. und 11. Jänner 1925 festlich beleuchtet.
Das unter Denkmalschutz stehende Krafthaus im Ortsteil Schwarzenbach wurde von der Baufirma Innerebner und Mayer (vormals J. Riehl) errichtet. Der Maschinensaal ist in einem steil proportionierten Baublock mit Satteldach und zwei Firstlaternen untergebracht. Die Fassade ist mit dreiteiligen großzügigen Fensterbahnen durchfenstert. Der seitlich versetzte Niederspannungsraum verfügt über ein Flachdach.
Installiert wurden drei Francis-Turbinen, die ursprünglich 1912 für das kanadische Kraftwerk Stadacona bei der Firma Voith bestellt, aber wegen des später ausgebrochenen Ersten Weltkriegs nicht mehr hatten geliefert werden können.
Zwischen dem 31. Juli 1994 und dem 17. März 1995 wurde das Kraftwerk renoviert und modernisiert. Dadurch konnte die Produktivität des Werks von den ursprünglichen 56.400 MWh auf 66.800 MWh gesteigert werden.

## Ehemalige Hochspannungsleitung Gresten – Wien
Der im Kraftwerk Opponitz erzeugte und von 5,5 kV auf 110 kV hochtransformierte elektrische Strom wurde über eine Drehstromleitung zunächst über Ybbsitz nach Gresten zum eigens errichteten Umspannwerk geführt. Hier trafen einander auch die vom Wasserleitungskraftwerk Gaming und aus Oberösterreich kommenden Leitungen.
Von hier aus wurde eine rund 140 Kilometer lange Leitung über Kilb, Michelhausen, Judenau, Königstetten und Sankt Andrä Richtung Wien. Im Bereich des Tuttendörfls unterhalb der Rollfähre von Klosterneuburg überquerte die Leitung die Donau und führte weiter zum Umspannwerk Wien-Nord an der Jedleseer Straße in Floridsdorf. Errichtet wurde dieses ab dem 11. März 1924, am 14. Dezember wurde die Schalt- und Transformatorenanlage unter Betriebsspannung gesetzt.
Der Hauptteil dieser Strecke wurde von den Österreichischen Brown-Boveri-Werken errichtet, während ein kleinerer Streckenabschnitt Aufgabe der A. E. G. Union Elektrizitätsgesellschaft errichtet wurde. Die Masten wurden von den Wiener Firmen
- Max Wahlberg,
- R. Ph. Waagner,
- L. & J. Biro,
- A. Kurz-A.G. und
- I. G. Gridl hergestellt und anschließend per Bahn und Fuhrwerk an ihren jeweiligen Aufstellungsort gebracht. Insgesamt waren für die Strecke Gresten – Wien 753 Masten vorgesehen,[4] nach der Fertigstellung werden 640 Stück genannt.[1] Die Donau wurde am 20. November 1924 überspannt. Zu diesem Zweck wurde der Schiffsverkehr gesperrt.

Von Bedeutung war diese Hochspannungsleitung für Wien nicht nur wegen der Elektrizität aus den stadteigenen Werken Opponitz und Gaming, sie war auch der Anlass für die Oberösterreichische Wasserkraft- und Elektrizitäts-A. G. (OWEAG), der Stadt Wien die Abnahme der Hälfte des in Bau befindlichen Speicherkraftwerks Partenstein erzeugten elektrischen Stroms anzubieten.

## Bilder aus der Bauphase

Stauwehr bei Göstling an der Ybbs
Bau der Rohrbrücke bei St. Georgen am Reith
Das Kraftwerksgebäude mit dem noch nicht fertiggestellten Druckrohr
Turbinensätze während der Montage
Ein Generator vor dem Zusammenbau
Generatoren im Maschinenhaus
Die Steuerzentrale